# Мевазар
Мевазар (узб. Mevazor / Мевазор) — посёлок городского типа, расположенный на территории Яккабагского района Кашкадарьинской области Республики Узбекистан.
Статус посёлка городского типа с 2009 года.